# Torres das Amoreiras

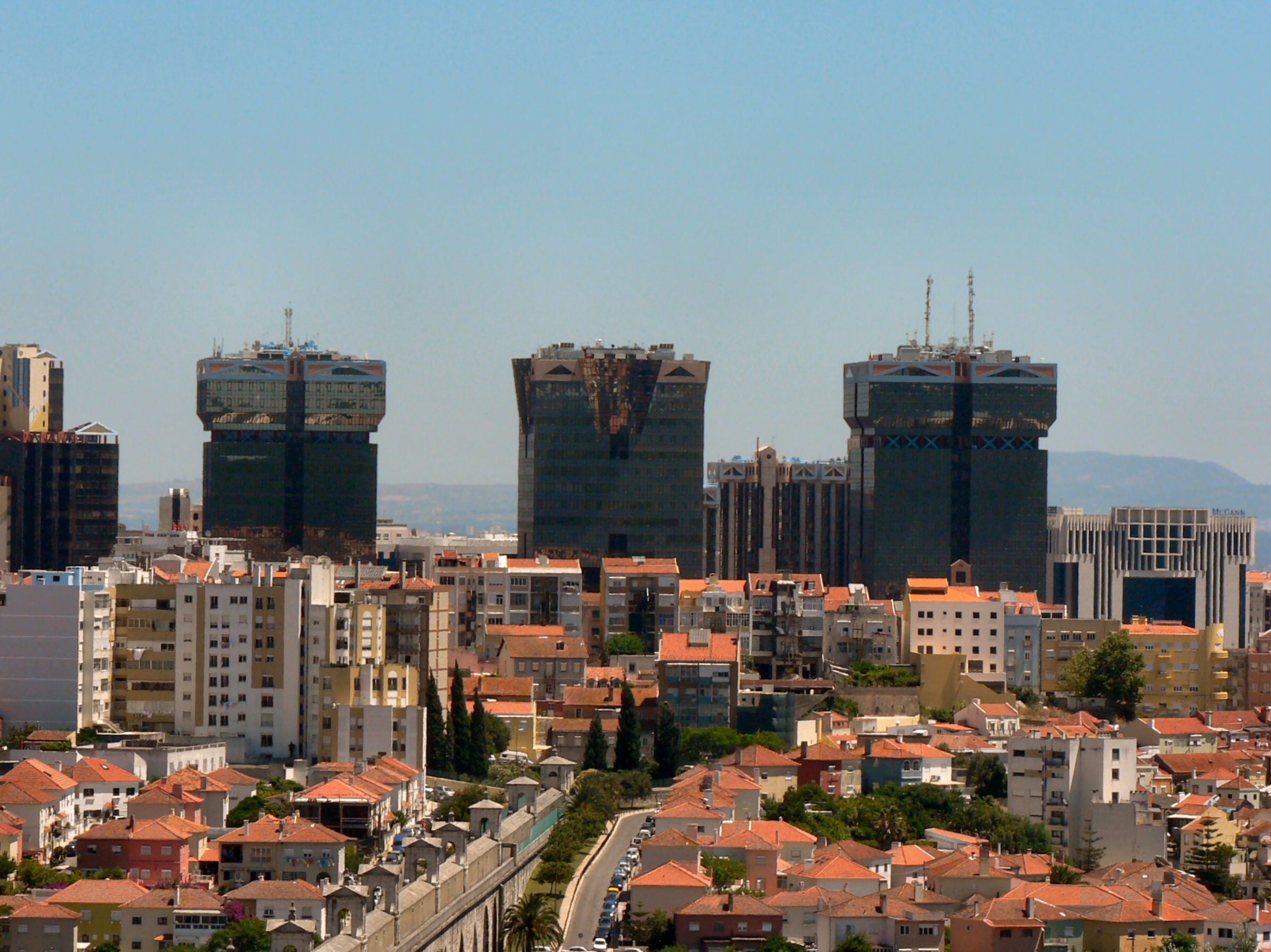
Die Torres das Amoreiras

Die Torres das Amoreiras sind ein Komplex von Wohn- und Geschäftsbauten im westlichen Zentrum der portugiesischen Hauptstadt Lissabon. Sie wurden in den 1980er Jahren nach Plänen des Architekten Tomás Taveira im Stil der Postmoderne errichtet. Für seine Arbeit wurde Taveira 1993 mit dem Prémio Valmor ausgezeichnet.
Der Gebäudekomplex umfasst drei Bürotürme sowie einen Wohnturm auf L-förmigem Grundriss. Verbunden werden die vier Türme durch einen horizontalen Bau, der ein Einkaufszentrum und Freizeiteinrichtungen beherbergt. In ihrer städtebaulich exponierten Lage auf einer Anhöhe an der zentralen Avenida Engenheiro Duarte Pacheco prägen die Torres das Amoreiras die Stadtsilhouette.